# 對Windows Vista的批評
Windows Vista為微軟於2006年11月所公布的一套作業系統，並於2007年1月30日正式發售。儘管微軟在美國紐約等地舉行了多場的宣傳活動為其造勢，微軟首席執行官史蒂夫·巴爾默親自在活動上表示：「Windows Vista就是下一代家庭互聯式娛樂的核心，它的出現是下一代家庭互聯式娛樂開始。」而微軟董事長比爾·蓋茲亦宣稱新作業系統將比以前所有計算平台都要優秀，當消費者們看到Windows Vista時，會讓他們帶來驚喜不已， 但無論是在隱私、安全、效能、翻譯以及產品啟動等各方面，Vista反而受到許多批評。

## 硬體需求
微軟曾於2005年聲稱「幾乎現今所有於市場上流通的電腦，皆能夠運行Windows Vista作業系統」， 而且的確自2005年後各家廠商所販售的電腦，大多數也都有能力運行Windows Vista。也有些分析師認為在個人消費市場上，Windows Vista的接納腳步應會比企業速度還要快，原因在於消費者購買的新電腦多半早已搭售當時最新的Windows Vista作業系統。 如同Rescuecom電腦維修的首席執行官David Milman說：「只要XP用戶經常保持系統更新，他們目前就沒有必要聽信宣傳，花錢購買Vista。出於經濟及實際的原因，我們也建議人們等到購買新電腦時再採購Vista。」 但是，Windows Vista一些如Windows Aero介面等較為新型且豪華的功能，仍影響了許多使用者對於升級其電腦版本的興趣。同時，許多原本可在Windows XP上運作的硬體，轉到Windows Vista版本時經常無法正常運作，或者工作效能並不到早先預期的水準，這導致許多企業在成本考量下對此也缺乏興趣，轉而偏向持續使用較舊版本的軟硬體。 為此，Windows Vista於Service Pack 1曾企圖解決這類的問題，但並沒有對消費市場產生多大的影響。
根據英國報紙《泰晤士報》於2006年5月的報導，英國只有不到半成的電腦能夠跑得動Windows Vista的所有功能。 甚至連微軟高階主管都曾對自家產品批評：「（2006年初，為了避免Windows XP於低階電腦的項目上傷害了Windows Vista的銷售成績）……微軟決定掩飾Windows Vista對硬體的高檔需求，……『這種Vista capable的標準，連垃圾也可以通過。』……『如果我們允許這樣的低落標準，將來麻煩就大了！』。」 2008年，微軟長期合作關係廠商英特爾決定不將內部8萬名員工電腦的作業系統升級到Windows Vista版本，原因是負責評估的資訊部門認為Vista並沒有太大的吸引力。 某些企業顧客則是在全面改用Windows Vista的腳步上，遠比計畫緩慢，如大陸航空於2007年6月即計畫在當年度年底前將7000至10000台桌上型主機轉換到Windows Vista作業系統，但直到2008年5月也只有2600台主機已完成了「升級」工作。

### 速度
2007年1月，Tom's 硬體指南發布其十大應用測試結果中表明：Windows Vista的應用程序執行速度和一般的Windows XP相比，在相同的硬件配置條件下更慢。 Tom's 硬體指南認為Vista性能下降的原因是因為Vista在其巨幅的設計變更中，並沒有特別考慮實際運作的功效。但也有如同Standard Performance Evaluation Corporation等人指出結果「不應該是這樣如此比較」，理由為測試電腦的製造當時是在Windows XP推出，即使是要比較測試也不應該是以相同的硬體配置來比較；由於硬體規格的问题，也可能導致出現「無效的比較」資料。
如在WinRAR和Adobe Photoshop的兩次實際應用測試上，數據上Windows Vista反而分別快了21.8％和5.5％左右，但實際上卻不然。 而其他的三項應用程式分別運行在XP和Vista中時，只有2％之間的速率差異，幾乎可以忽略不計。Tom's 硬體指南報告在這次測試中承認「Windows Vista嚴重缺乏OpenGL圖形庫的支援」，也因此報告中建議直到製造商寫出可有效運作的驅動程序時，才需要把Windows XP替換成Windows Vista。
許多中低效能的電腦常因為預先裝設Windows Vista系統，速度異常緩慢；部分筆記型電腦製造商已經表示願意協助使用戶將筆記型電腦「降級」到Windows XP的版本。

### 檔案操作性能
2006年11月首次發布的Windows Vista中，在執行如複製、刪除等檔案操作時，速度皆比其他作業系統慢。當使用者有一龐大檔案需要從一台電腦遷移到另一台時，這項轉移工作反而變得十分困難。由於無法有效地執行基本的檔案操作，Windows Vista收到許多使用戶的強烈批評。 六個月後微軟證實Windows Vista的確存在這些問題，並藉由包含Service Pack 1等Windows Update工作，以增進檔案運作效能和可靠性。 但還是仍有報告指出，和其他各版本於同階段時所提高的性能相比，Windows Vista從原始版本加強到Service Pack 1版本的運作水平仍是沒有比Windows XP作業系統特別突出； 但這次批評，也有人抱持著相反的意見。

### 遊戲性能
在Vista發佈的早期時，仍有許多遊戲主要是以Windows XP作為平台推出。 也因此，有很大程度上Windows Vista不得不使用不成熟的圖形處理驅動程序，導致相對來說Windows Vista本身反而要有較高的系統要求。 而最近的一些指標表示，截至2008年年中時，以Vista SP1版本為平台所推出的遊戲，遊戲性能約等同於現在的Windows XP。 而且遊戲開發者設定於Windows Vista運作的推薦內建要求中，仍然比在Windows XP中運行的來的高。

### 系統龐大
一些相關人士表示Windows Vista軟體算是蓄意肥大。2007年於伊利諾伊大學任教的微軟傑出工程師Eric Traut便說：「許多人認為Windows作業系統是十分龐大、臃腫的作業系統，關於這點我不得不承認。」並接著說「作為一切運作的核心，由內核和其他組件所構成的作業系統，實際上應該是可以相當精簡的。」
《PC World》的編輯Ed Bott也曾為軟體的蓄意龐大提出警告，他指出幾乎所有微軟出售的每一樣單一作業系統，都曾經被批評為過於「臃腫」，甚至連推出的第一款MS-DOS也有如此的批評。

### Vista的官司
2007年3月美國有兩位消費者向美國聯邦法院要求起訴微軟，指控其於2006年底Vista上市前，所買的個人電腦上貼有「Windows Vista Capable」標籤的營銷活動是一個誘惑式的詐欺，後來事實證明無法運行微軟標榜性能卓越的Vista。雖然微軟大量地推廣將早先所安裝的Windows XP電腦升級至Vista版本，但在許多案例下並沒有用戶能夠接受Vista的運行速度。由於微軟缺乏明確的解釋，導致有一群使用者也集體向法院提出訴訟，控告無法有效執行貼有「Vista Capable」標誌的Vista電腦。2008年2月，西雅圖Marsha A. Pechman法官給予此訴訟擁有集體訴訟的地位，允許所有買家一同參與這次控訴微軟的訴訟。
而在這次官司中，也公布許多微軟高層發洩個人對Windows Vista不滿的內部文件。 如微軟董事會成員、公司前總裁及首席運營官Jon A. Shirley把他的兩台電腦都升級到Windows Vista後，發現無論是印表機、影像掃描器等都缺少Windows Vista驅動，使他反而想改回XP版本；負責Windows產品管理業務的微軟副總裁Mike Nash則稱他的桌上型電腦的主機板所內建圖型處理晶片，並無法處理某些Windows Vista的功能，「我被騙了！……我的電腦成了一台價值2100美元的電子郵件收發機……」。

### 筆記型電腦的電池壽命
隨著擁有許多新功能的Vista推出，許多運行Windows Vista的筆記型電腦在其電池功率已經出現眾多批評，因為跟運作Windows XP的筆記型電腦相比電池消耗量加大，進而減少電池的使用壽命。 而當將Windows Aero的視覺效果關閉時，電池壽命也頂多是勉強跟Windows XP系統同等。「一個新的作業系統由於它的新特性和更高的要求，需要更高的功率消耗是一定的」國際數據資訊公司的分析師指出：「當Windows XP推出時，這是對的；當Windows 98推出時，這仍是對的。」

## 安全性
微軟原本打算強調Vista升級後的安全性能，如BitLocker加密技術，微軟並指出Vista的安全漏洞比上市第一年時的XP減少了一半以上。而微軟副總裁布拉德·布魯克斯甚至認為即便是第一年發布的版本，Vista也是當時最安全的商用作業系統，而「蘋果從未這麼表示」，不過微軟對此也沒有舉出相應的證據。
「對於Vista我們很自信，它是微軟到目前為止最為安全的作業系統，……」微軟的一位負責Vista安全的高級經理說：「不過，有一點大家必須認識到，那就是沒有100%安全的系統……」「Vista對於攻擊沒有免疫力，因此，我們如果對它抱有這樣的希望也是不公平的。」 產業分析公司Burton Group的分析師Pete Lindstrom則說：「微軟聲稱在安全性方面Vista領先XP很多，但市場將會檢驗它是否重要。值得強調的是，新系統所暴露的問題還很少，我們對此相關紀錄還很短。」

### 使用者帳戶控制
大部分使用者批評新的使用者帳戶控制（User Account Control，UAC）其安全技術，因為許多第三方程序設計時並沒有遵循最小許可權原則，而需要使用者以系統管理員身份來運行，導致在每次安裝應用程式或變更設定時，都會彈出UAC的提示對話框，帶來了不便及麻煩。之所以沒達到原本預設的目的是因為過去一段時間以來，微軟雖然一直建議廠商將程式編寫為可由普通用戶身份直接運行。但是在幾乎所有的使用戶默認情況下，儘管使用者只有在完成某項任務時必須行使管理員權限，比如安裝設備驅動程序或者修改註冊表時，但是過去Windows系統沿襲了DOS系統的一些特性，兩者本質上為單用戶系統，所以系統中的用戶默認都是管理員。甚至在微軟首個多用戶客戶端Windows XP作業系統中，用戶登錄時仍然習慣性地默認是系統管理員，即便他只需要完成一些最普通的任務。 這導致在以前版本的Windows中管理員的權限跟一般使用戶的權限界線是相當模糊的，許多開發商也因而錯誤地設定這些權限。
儘管立意上，是要改變過去這種狀況。過去這方法雖然讓工作站非常容易管理，但對安全而言是一個漏洞。如果用戶以管理員的身份登錄時，一旦電腦蠕蟲、特諾伊木馬等入侵成功後，就會擁有最高的權限，從而給用戶帶來很大的破壞。在加上微軟對用戶權限管理的疏忽，讓軟件開發商們可以很隨意地採用一些不安全的編程方法，而讓狀況變得更糟。也因此許多Windows上的應用只有在管理員權限下才能運行，這就意味著系統此時於一種最不安全的狀態下運行。 UAC試圖對這種不良的習慣進行修正，在UAC模式下大多數軟體默認運行在低用戶權限的狀態之下，但如果某個應用進行的某個操作需要管理員的權限，UAC會彈出一個對話框，要求用戶把應用提升到一個更高級的權限。
但Vista中的UAC並不完善，且存在一些漏洞可以被利用。就和Windows的其他作業系統一樣，Vista中軟體的安裝者總是具有管理員的權限。賽門鐵克的安全分析師Ollie Whitehouse指出，Vista中自身的一些應用程序也可能被利用拿來破壞UAC的保護作用。 雖然有些安全專家承認微軟在Vista上工作出色，但他們也提醒人們：不要希望UAC能在一夜間消滅與管理員帳號有關的所有問題。 此外，使用者帳戶控制對使用者的某些要求也飽受批評。UAC的確認對話框時常出現就讓許多用戶感到厭煩，而且在某種程度上讓部分人士覺得有些莫名其妙。導致許多使用者很容易因為厭煩而乾脆關掉UAC這項功能，或者根本不去理解UAC警報訊息的具體內容，直接點擊「繼續」按鈕。雖然使用者帳戶控制也可以透過控制面板被關閉，但是這也會禁止一些藉由使用權限分離所運行的功能，如Internet Explorer 7的安全瀏覽模式；這是因為Internet Explorer 7這模式主要是依賴UAC的運作，把有安全風險內容的文件檔案，先把其虛擬化後再恢復到原來的樣子。
「Vista的確提供了很多功能來保護你的系統，但前提是要恰當地使用它。」微軟在Vista的最佳實踐指南中談到UAC時有這樣一段話：「系統到底有多安全取決於使用者的操作，因此在點擊按鈕時最好想一下。」實際上，微軟並不鼓勵用戶把UAC當成一個安全的堡壘。也因此，微軟公司大都也不認為UAC於現實上的漏洞即為安全漏洞。

### Windows防火牆
自從Windows XP推出SP2以來，Windows系統在安裝時其防火牆功能在預設下是開啟的。而在Windows Vista中，Windows防火牆除了像XP中一樣能過濾由外界到電腦的封包，還能過濾由電腦到外界的封包。這能防範日益增加的間諜軟件、網絡釣魚以及分散式拒絕服務攻擊的威脅。 然而Vista在安裝時，對向外發送的封包進行過濾這一功能在預設下是關閉的。換句話說，如果不另外進行手動設定，Vista的防火牆對網路連接所提供的保護，與XP SP2相比沒有多大區別。

### Windows Defender
Windows Defender系統提供了防間諜軟體的功能。 但是根據間諜軟體供應商Webroot的說法，Windows Defender對絕大多數的間諜軟件都不起作用。2009年2月，有駭客發現Windows Defender有可能成為惡意軟體攻擊Vista的跳板。因為微軟的惡意軟體偵測引擎有一個漏洞，可以被惡意者發起對Vista的攻擊。

### 對驅動程式的限制
64位元版本的Windows Vista只允許有登記的驅動程序安裝在用戶態模式上，且這功能並不能輕易的以系統管理員身分取消。 為了要獲得登記，逼使開發人員不得不向微軟支付费用，才能藉由微軟的WHQL测试為其驅動程式取得認證； 或者如果WHQL測試並不是必要的，則得為需簽署的驅動程序購買「軟體發行者證書」。
也因此微軟招來許多批評和索賠：
- 如此將會減少能夠兼容Vista的舊硬體數量。[50]
- 由於不接受藉由愛好者社群所做出的試驗，這樣對小型開發厂商是不利的；[51] 因為想在Vista驅動的程式，其電子證書是極為昂貴的，[52] 每年平均約400到500美元（由VeriSign指出）。
- 它不僅只限制與安全相關的程式，也包括有數位著作權管理爭議的程式，特別是針對受保障的影像檔案路徑而言。

未經登記而能安裝的驅動程式，在預設中僅包括Vista上的初期使用工具，以及如Atsiv等部分第三方工具。 但微軟Service Pack 1中，已藉由修復程序KB932596修改這設定。 雖然微軟聲稱藉由採用嚴格的驅動程序審查，意味著將會有更多的安全性，但一些批評者認為現在幾乎很少有任何安全攻擊，是直接且蓄意的放在軟體驅動程式上，且大多數的驅動程式幾乎是由設備製造商自行編寫出的。一些使用UltraDefrag開發人員亦也抱怨此功能，因為這會防止他們的所需的「ultradfg.sys」載入。

### 內建保護功能的缺陷
安全性研究人員Alexander Sotirov和Mark Dowd已開發出一種技術，可破解聲稱新增許多有效保護功能的Windows Vista。他們藉由在Vista系統中任何已知存在、且系統並未加以利用或管理的緩衝區溢位錯誤，透過其特性進而破解電腦的安全保護功能。「這本身並不只是一個弱點」Alexander Sotirov指出：「我們僅僅是提出在哪些保護機制上將會擁有弱點。這系統仍可能有其他可被受到攻擊的漏洞。在沒有找出其他已存在的漏洞之前，這些安全技術並不能真正的解決任何事情。」

### 應用程序漏洞
儘管為了減少應用程序中最常見的漏洞，給整個系統帶來危害，Vista在這方面做了很多工作，如：採用內存地址空間的隱藏、對作業系統內核的保護等技術，導致駭客想利用普通的Bug來發起對系統的總攻擊將非常困難。而賽門鐵克進行的初步研究也證明，儘管Vista在某些形式的攻擊面前仍然比較脆弱，不過Vista基本上仍有達到了微軟預先設想的安全目標。
但在2009年1月，有駭客發現可以透過Vista的語音識別功能訪問遠程系統，進而執行包括刪除系統中的任意文件等功能。與之前的各種Windows作業系統版本一樣，針對運行Vista系統的電腦的攻擊主要形式不是利用作業系統本身，而是利用了運行在作業系統之上的各種應用系統的漏洞，加以進攻。
此外，雖然Vista把.Net作為首選的開發平台，在Net開發平台的託管代碼和安全沙漏功能下，有助於幫助開發人員避免犯一些常見且可能成為駭客利用的程序錯誤。但如此一來開發人員就必須重寫原來的代碼，而那些以前開發的應用程序則無法從Vista受益，它們仍然還像從前一樣容易被駭客們利用其中的漏洞。

## 數位著作權管理

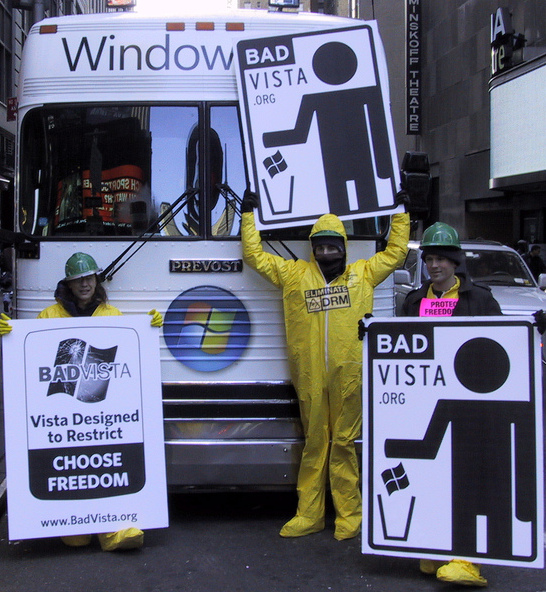
位於美國波士頓的「BadVista」遊行運動。

另一種常見的批評是於作業系統中、關於已規格化的數位著作權管理（DRM），尤其是在影像檔案路徑（PVP）特別受到限制，其中亦涉及到了HDCP和ICT等技術。這功能被添加到Vista的原因主要是因為微軟與好萊塢工作室彼此雙方的協議所致。 除了有關軟體的其他事項外，這協議也將涉及HD DVD和藍光光碟裡面需保護版權的內容，但實際上在2010年前仍未有具體限制。
當用者藉由傳播影片的軟體傳送指定內容時，可能會因此出現受「保護」的提示，更甚者可能會被攔截。此外，所有與協議相關的內容時，必須通過微軟認證方能使用。 在開始播放之前，所涉及使用的設備其硬體功能將會被掃描檢查，驗證是否為正版，且並沒有被篡改過；而不支援HDCP保護者，其介面將會被關閉或者蓄意降低任何訊號輸出效率。此外，由於微軟針對全球的指定設備的清單已遭破壞，目前這份名單主要是透過網際網路將清單內容傳至個人電腦中，並於網路上擁有更新機制。這樣的唯一影響為撤銷部分協議的限定功能，除了高級別的指定內容仍不能使用外，其他功能包括低清晰度轉放等則持續保留。
自由軟體基金會曾因此對Vista進行一項名為「BadVista」遊行運動。

### 值得注意的批評
紐西蘭奧克蘭大學電腦安全專家Peter Gutmann在其發行的白皮書中，對這機制提出了以下幾個問題：
- 如果增加加密措施，將使介面變得更加昂貴，而其成本也會反應在使用戶購買的價錢上。
- 如果輸出的介面並不具支援時，那麼依此即使是不錯的介面也可能被要求關閉（如S/PDIF）。
- 因為製造商可能自行另有要求，一些較新的高清晰度顯示器可能並不支持HDCP功能。
- 新增加的功能由於其複雜性，使系統變得更加不可靠。
- 由於部分非指定的媒體並沒有受到限制，可能會因此變相鼓勵用戶改變選擇，來觀看這些沒有限制的內容，進而擊潰這計劃的最初目的。
- 保護機制仍有可能會出現錯誤訊息，導致使用戶漸漸拒絕此服務。
- 取消認證的產品廣泛是受使用戶好評的的軟體，Peter Gutmann懷疑微軟是否有成為有史以來，第一位將此計劃徹底實現的能力。但另一方面，他們也可能因為受與電影工作室的法律義務，仍被迫持續落實。

### 對批評的反應
Windows Vista軟體編輯者Ed Bott，在部落格上寫了三篇文章，駁斥了許多Gutmann的說法。 Ed Bott的批評可以概括如下：
- Gutmann的論文資料取自微軟過時的文件和二手網路資料。
- Gutmann選擇性地採納微軟公布的規格。
- Gutmann並沒有使用Vista來證明他的理論。相反地，他先做出錯誤的假設，然後再瘋狂地推測其影響。
- Gutmann的文件表面上為一認真的研究，實際上頂多只能算是一般意見而已。

科技作家George Ou亦認為Gutmann的文件依賴不可靠的來源，且從未使用過Windows Vista來測試他的理論。 此外，微軟已在其部落格上發布了《二十個問題（及答案）》和其他Windows Vista內容保護的相關文章，準備反駁部分Gutmann的論點。 微軟還指出，內容保護機制早在Windows版本為Windows Me時就已經存在了。
Gutmann在回應Bott和Ou雙方的文章中提到，其文章並沒有因此被駁倒，並反指Bott所著的三篇文章為「謠言」。 而微軟最有價值專家Paul Smith在回應Gutmann的文件中提到了他的一些論點，其中包括了：
- 微軟不能反對這些管理措施，因為公司已被迫為電影工作室做到這一點。
- 影像檔案路徑將不會被立刻限制，並將會持續有相當一段時間。有人說這是微軟和索尼之間的另一項協議，至少到2010年為止藍光光碟並不會被管制，甚至可能直到2012年。[66]
- 其他作業系統如Linux、Mac OS X的用戶，並不能正式訪問這些內容。

## 軟體兼容性
軟體兼容性為Vista運行其他軟體時，經常出現的重大問題。Peter Gutmann聲稱：「Vista已經造成許多使用者的困擾，證明在某些情況下，許多現有的應用程式為了能夠在新的系統上運行，必須重新被編寫。」 《PC World》亦指出：「軟體兼容性問題，將會導致企業在之後微軟更新其作業系統時，因為『擔憂成本和兼容性』產生矛盾心理。」 美國運輸部已禁止下轄員工將作業系統升級至Vista； 美國匹茲堡大學醫學中心也表示新推出的Vista明顯早於原預定的系統更新時間表，因為「幾個關鍵程式仍然互不兼容，包括病人調度軟體。」 甚至連微軟高階主管亦對自家產品批評：「（列出許多硬體不相容問題後）拜託請解釋一下，從XP改裝成Vista，怎麼能稱得上是『升級』？」 微軟也承認Vista沒有完成其在銷售的頭12個月內，銷售量達到XP二倍的既定目標。
截至2007年7月為止，有超過2000項測試應用程式能與Vista兼容； 而在2008年7月9日時，支持Vista的軟體則有77000種（約為Vista發布時的兩倍）。微軟並公佈了名單，指出哪些應用程式達到他們「Windows Vista作業」的軟體標準，且可進而達到更嚴格的「Windows Vista認證」標準。然而同時，軟體兼容性問題仍然阻礙Vista系統的推廣。 微軟亦發布了應用程式兼容性工具包5.0，讓不兼容的應用程式仍能在Vista運作。此外，微軟還發布了兩個網站「Vista小企業保障中心」與「Vista兼容中心」以改進形象。使用者也能自行使用硬體虛擬化技術，如VirtualBox、Microsoft Virtual PC、VMware等來執行過去Windows版本所編寫的產品。
此外，Vista中發現的大多數漏洞都出在老舊的應用程式中，因為它們無法從Vista新的安全模式中受益，甚至逼使微軟創造使用者帳戶控制這一樣妥協的產物。

## 中途取消的功能
微軟也被批評取消了常被討論的創新功能，如於2004年5月取消的下一代安全計算基礎、於2004年8月取消的WinFS、於2005年8月取消的Windows PowerShell（儘管這在Vista的發布時，是被列入在其繼任者Windows 7計劃中）、2006年5月取消的SecurID。最初Vista開發計畫中聲稱的「三大支柱」，都沒有隨著Vista推出。

## 價格
微軟對Windows Vista的國際定價，已經被許多人批評過於昂貴，且一個國家到另一個國家彼此間的價格差別也常十分大。 在許多情況下，由於Windows XP作業系統發布導致價格差異依地域落差特別大。而依目前的匯率，英國的消費者得支付較美國多一倍的價錢，才能購買相同版本的軟體。
Windows Vista在2007年1月時，微軟已經降低其零售和升級版本價格。 原本Vista旗艦版價格為399美元、而Vista家庭高級版則為239美元，兩樣分別減至319和199美元。

## 軟體保護平台
Vista接續Windows XP的Windows正版增值計劃擁有強化的防拷貝技術，這被稱為軟體保護平台（SPP）。 在最初的版本的Windows Vista（無下載Service Pack 1）中這是一時常更新失敗的功能，在更新時常會出現「失敗的產品激活」，或者誤認使用戶的版本「為假冒或非正版」。 Microsoft於白皮書描述說：
「如果默認的網頁瀏覽器被啟動時，用戶將看到一個購買新產品密鑰的選項。同時會沒有開始列表、桌面圖標，且桌面背景將會變為黑色......一小時後，系統便會再次提出警告。」
這被批評為過於嚴苛， 特別是考慮到系統錯誤時的誤判以及臨時性驗證服務停止時的誤認。 有許多報導指出使用戶在將正版XP升級至Vista時，以及在執行Windows更新時，常被判斷為「非正版」。

## 對話框翻譯錯誤

充滿錯誤繁體中文文法的對話框。

在各語文版本的Windows Vista中，其對話框的翻譯錯誤比過往的Windows版本多了一些，有部份內容甚至完全不符合各語言的文法規則。

## 銷售數字的誇大
宏碁總經理吉安弗蘭克·蘭奇於2007年7月23日在德國《金融時報》上批評：「整個產業都對Windows Vista感到失望……而且今年下半年情況還是不會改變。」「我真的不認為有人特地為了Windows Vista，而去買部新個人電腦。」「微軟犯下了錯誤，在Vista之前，還沒有哪款微軟的新作業系統對個人電腦和筆記型電腦銷量的影響如此之小。」並指出：「Windows Vista今年年初盛大推出的時候，這套系統其實還沒有準備好……穩定性肯定是個問題。」
雖然微軟一直宣稱Vista的使用狀況與過去的版本相同，並爭取到如美國空軍等若干新顧客。 截至2007年3月，微軟宣稱已經售出2000萬份Vista系統，獲得極大的成功。微軟資深副總裁Bill Veghte於2008年7月23日表示截至6月底，Vista在企業市場的表現事實上已略微超前過去在同一階段的Windows XP，且已售出超過1.4億件的Vista授權，營造Vista的市場接受度並不低的景像。 但據業內人士透露，截至2008年7月底為止，Windows XP的銷量仍然超過Windows Vista，特別是在企業銷售方面更是領先許多。甚至據惠普公司人士指出，微軟進行不道德的操縱銷售策略，並誇大了Windows Vista的銷售數字。
根據Forrester Research於2008年7月的調查結果指出：雖然自1月起開始，Vista的企業使用量增加40%以上，但在5萬家受訪的企業中，只有不到10%使用Vista。 且大多數改用Vista的企業用戶，都是為了取代Windows XP以外的Windows版本，仍有高達87.1%的受訪公司仍繼續使用Windows XP。 雖然Forrester的部分分析人士鼓勵企業用戶盡快將作業系統遷移至Windows Vista平台上，但仍有人如Forrester的分析師Thomas Mendel寫道，Vista就像是「New Coke」一樣的短命，很快就會被另一個新版本取代，並預言多數企業將完全略過這一個版本。

## Windows Ultimate Extras
儘管Windows Vista旗艦版用戶可以優先下載獨家的Windows Ultimate Extras功能，但這些軟體仍比其預期釋出慢得許多，且到2009年8月時只有四項功能可用，而這時已到了Vista發布的第三年。這樣慢動作更新激怒了一些用戶，認為微軟在Vista的附加組件上開了個空頭支票。 Windows Vista Ultimate負責主任Barry Goffe則指出：「微軟計劃發布一個集合眾多額外功能的Windows Ultimate Extras，並相信這將取悅熱情支持的Windows Vista客戶。」但随后便没有了消息。

## 與新舊版本比較
2009年时網路媒體上的主流論點大都認為Windows 7比Windows Vista好許多（雖然這兩個作業系統實際差異不大） ；而在Windows 7正式版上市前，許多使用者在購買電腦時也有案例要求店家將Windows Vista降級為舊版本的Windows XP。而在早些2007年時，微軟還是允許電腦生產商向雖然購買了Vista系統電腦，但還想使用XP系統的消費者，提供系統「降級」的服務。雖然這項服務只適用於Windows Vista企業版和旗艦版，而如何進行則是由電腦製造商來決定。其中富士通為該計畫最積極的支持者之一，在2007年8月時已經開始在筆記型電腦包裝盒裡放入了XP光碟；富士通公司的營銷經理布蘭登·法里斯稱，這對中小企業非常有好處。
惠普也於同時亦啟動一項針對大多數商務電腦型號的計畫，惠普公司女發言人蒂凡妮·史密斯表示，對於商務桌上型電腦、工作站和某些商務筆記型電腦的用戶，他們在配置系統時可在支付很少費用或免費的狀況下獲得一張XP專業版的恢復光碟。她並認為現在評估客戶的興趣有大為時過早，由於Windows Vista剛推行一個月，並無法真正了解市場的需求。 對於批評Vista的觀點，也有一些電腦商戶則對Vista表示寬容態度，認為「當初的XP推出時，也曾有人批評XP是『垃圾』」。
2008年6月30日，微軟宣布終止出售XP授權及零售版本，不過當時市場上仍濔漫著如何取得XP的討論（例如購買安裝Windows Vista Business及Windows Vista Ultimate電腦的客戶可要求降級到Windows XP Professional，以及低價電腦上微軟仍會提供低階的XP版本）。
2009年10月Windows 7推出後，一些專家們間接的稱讚說：「Windows 7作為微軟的下一代作業系統，它已經具備了那些Windows Vista本應具有而未被設計的優點。」 一位已經使用了Windows 7試用版幾個月的加利福尼亞州技術顧問Rob Enderle評論說：「Windows 7被設計成用來修補Windows Vista中存在的主要問題。這是自Windows Vista推出以來，在不改變基本計算機代碼前提下所能做出的最大改變。」「Windows Vista被設計成比Windows XP具有更好的網絡安全性，而這正是微軟想要保留的。因此Windows 7在此基礎上做了改進，保留了Windows Vista的網路安全性的優點。」

## 微軟反應

一些人恶意推定Windows Vista。

微軟於2008年開始推動Windows Vista的形象改良計畫，內部代稱為「FTP」。內容除了花費資金在《華爾街日報》及《今日美國》上發布眾多廣告之外，也有如加強對小企業宣傳，以及於同年7月上旬提供用戶免費Vista相關技術支援的「 Assurance」方案。 此外，亦利用Vista批評者對Vista的改變印象來強力推銷，如2008年7月時微軟於舊金山，將多名Vista印象不好的Windows XP用戶召集，讓他們觀賞一支介紹Vista的錄影帶，在詢問其對Vista的印象後，再播放另一支影帶介紹代號「Mojave」的「新」作業系統。結果發現，逾九成的受訪者對「新」作業系統的印象良好，但微軟事後告訴受訪者其實「Mojave」就是Windows Vista。
Windows事業部負責人Bill Veghte對此事在接受CNET訪問時表示他希望嘗試新的方法為：讓訊息傳遞出去。Veghte指出除了早期碰上的技術挑戰外，Vista遭遇的最主要是感受問題。 而造成民眾對Vista反感的理由之一，可能是受蘋果公司強打反Vista廣告宣傳的影響。而微軟總裁史蒂夫·巴爾默也在其備忘錄中對員工表示：「未來數周，我們將發動一場攻勢，消除顧客對Windows Vista殘餘的疑慮。今年稍後，還會有更全面性的行動，以重新界定Windows對顧客的意義與價值。」
但早在2008年7月9日，微軟負責Vista消費市場的副總裁布拉德·布魯克斯在微軟全球合作夥伴年會上就已公開承認Vista存在問題，他公開表示：「我們已經打破了很多東西，這給大家帶來不適，消費者可能會想，Vista是否值得我們關注。」他也提到了蘋果廣告對Vista的批評「我們的競爭對手一直在鼓噪。......大家都知道，這帶來了一定影響。對此我們將予以反擊，我們認為，他們（蘋果）的說法傳遞了一個悲觀的訊息，事實上軟體必須融入日常生活的各個方面。」而2010年5月21日，微軟總裁史蒂夫·巴爾默在微軟年度CEO高峰會的一個主題演講中坦承：「Vista做得不是很好，這說的不是該產品本身，而是微軟曾在五、六年時間中沒有一個新產品推出。」他認為微軟推出Windows新版本等待的時間過長，而且在Vista上做得過多。
長期研究微軟的市場研究公司Directions的分析師邁克爾·切瑞表示，Windows Vista並不像人們想像的那麼糟糕。而微軟一直秉承的「沉默是金」的策略，事實上卻是弊大於利。 他說：「微軟最大的失誤在於沒有充分利用今年2月份發布的Vista SP1這一機會，來向用戶展示Vista是一款穩定且值得信賴的系統，尤其是現在很多設備製造商已經更新了自己的驅動程序。」切瑞認為，微軟本可以藉此向用戶說明，Vista在安全上的改進是非常重要的，這樣不僅可以對使用者帳戶控制（UAC）和BitLocker等安全功能進行推廣，而且能夠讓更多的用戶選購能夠更好利用Vista SP1的產品，但是微軟卻錯失了這一機會。